# Joe Flanigan
Joe Flanigan (* 5. ledna 1967 Los Angeles) je americký herec, který se proslavil především svou rolí Johna Shepparda v seriálu Stargate Atlantis.

## Kariéra
Joe se divadlu věnoval již od 14 let, kdy začal navštěvovat internátní školu v Kalifornii. Během studia na vysoké škole pobýval rok v Paříži. Po škole vystřídal několik zaměstnání, ale v žádném nenašel uspokojení. Nakonec v době kdy žil v New Yorku se rozhodl a vystudoval herectví v Newyorském Neighborhood Playhouse.
Jeho první herecké zkušenosti byly v reklamě. Od roku 1994, kdy dostal první role se pravidelně objevuje převážně v seriálech a televizních filmech. Je ženatý s Katherine Flanigan a mají dvě děti. Nyní žijí ve Vancouveru, kde hrál ve svém prozatím nejúspěšnějším seriálu Hvězdná brána: Atlantida.